# Gyromitra gigas
Gyromitra gigas (Julius Vincenz von Krombholz, 1834 ex Mordecai Cubitt Cooke, 1878), din încrengătura Ascomycota în familia Discinaceae și de genul Gyromitra este o ciupercă comestibilă, dar consumată crud sau nu bine fiartă foarte otrăvitoare. Ea este denumită în popor zbârciog uriaș. Acest burete saprofit este în mod predominant locuitor de sol, arătând însă de asemenea caracteristici de simbiont micoriza (formează micorize pe rădăcinile arborilor). El se poate găsi în România, Basarabia și Bucovina de Nord ca una din primele specii de ciuperci deja din mijlocul lui martie, privind afară din zăpadă, până la sfârșitul lunii mai, crescând solitar sau în grupuri pe soluri nisipoase ori afânat humoase în zăvoaie, păduri rare de conifere și de foioase, adesea oară și în umbra de tufișuri sau pe mulci.

## Descriere

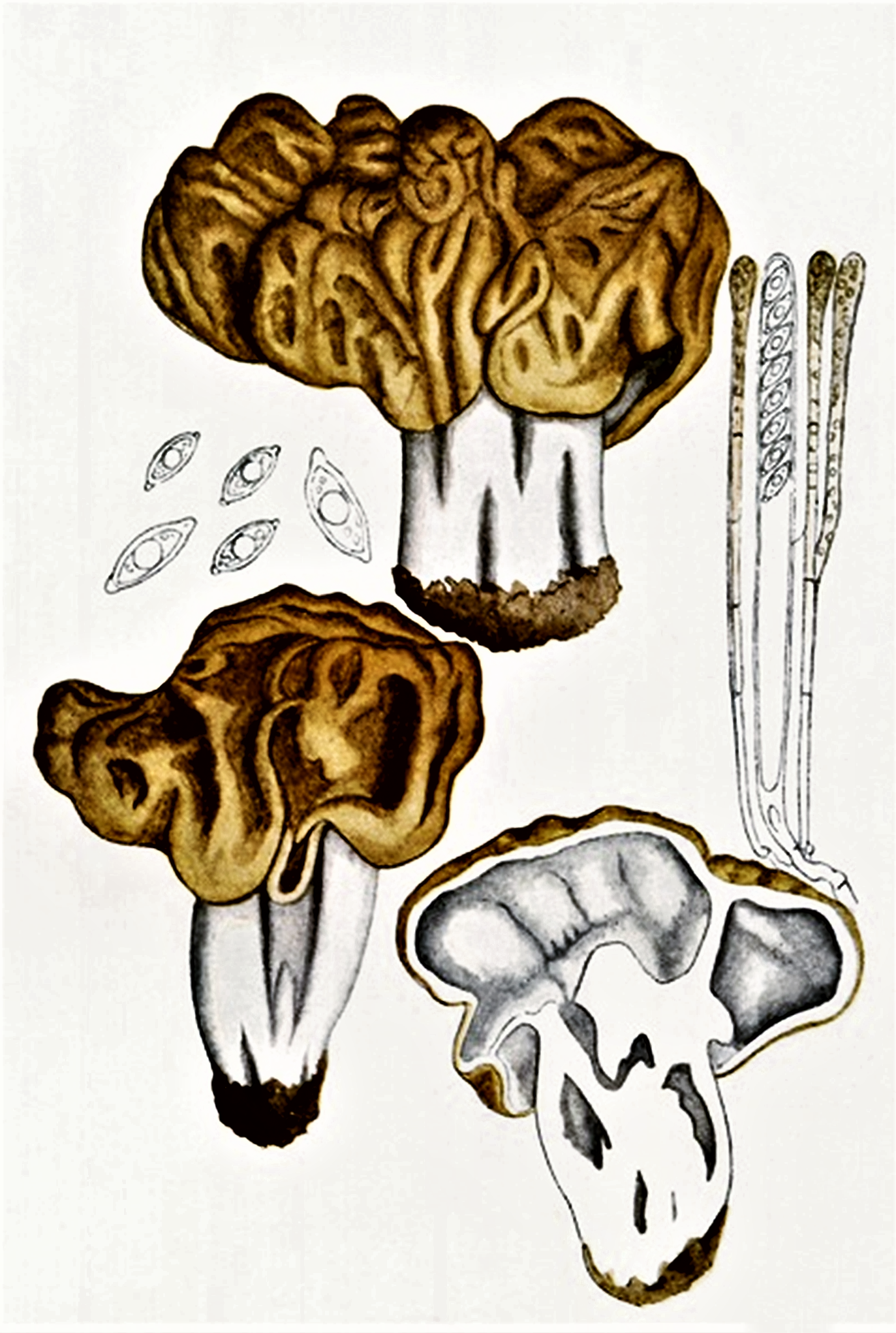
Bres.: G. gigas

- Corpul fructifer: are un diametru de 8-13 (20) cm, este gol în interior, de formă neregulată și deseori împărțit în mai mulți lobi mari, cârlionțați și suprapuși care îl fac să semene cu un mezenter. Marginea este în mod normal aderentă la picior, dar câteodată numai îndreptată în jos. Coloritul poate varia între ocru-gălbui, galben-măsliniu până la brun-măsliniu, fiind pe inferiorul pălăriei alb.
- Piciorul: are o lungime și o grosime de 3–6 cm, este scurt, bont și aproape la fel de lat ca pălăria, format neregulat, străbătut de nervuri longitudinale, făinos sau fin tărâțos pe exterior, prezentând o încrengătură de goluri în interior. Deseori piciorul este aproape invizibil, fiind tare adâncit în pământ. Culoarea lui este albicioasă la tinerețe, apoi capătă nuanțe roșiatice din ce în ce mai evidente.
- Carnea: este albicioasă până ușor gălbuie, ceroasă, marmorată și sfărâmicioasă, de gust foarte savuros și miros aromatic.
- Caracteristici microscopice: are spori alungiți-elipsoidali, netezi, hialini (translucizi), cu un vârf fusiform și o picătură de ulei gălbuie la mijloc, având o mărime destul de impunătoare de 32–38 × 12–14 microni. Pulberea sporilor este albă.[3][4][6][5]
- Reacții chimice: Zbârciogul gras nu-și schimbă culoarea după adăugarea de reactivi chimici.[7]

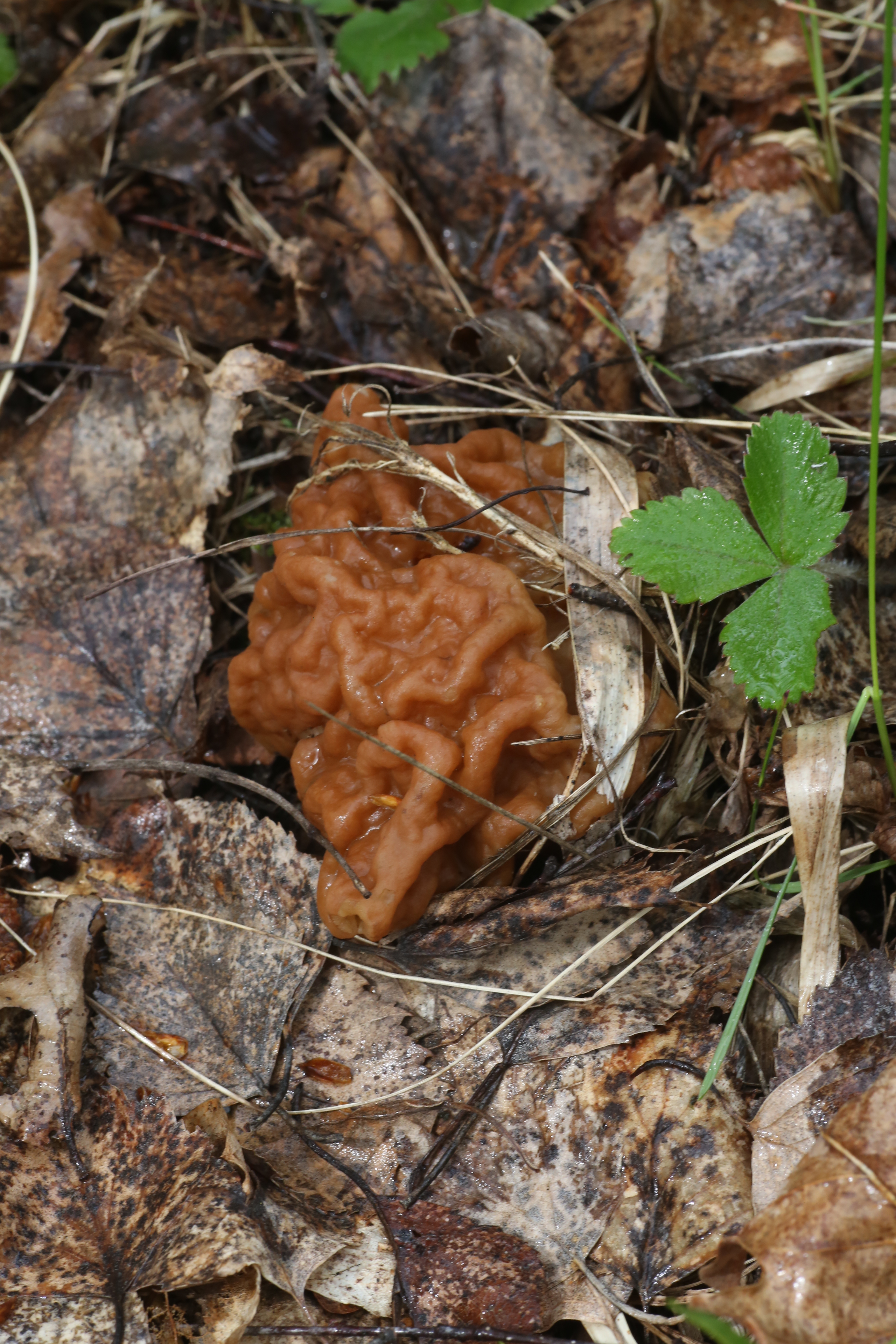
G. gigas tânără
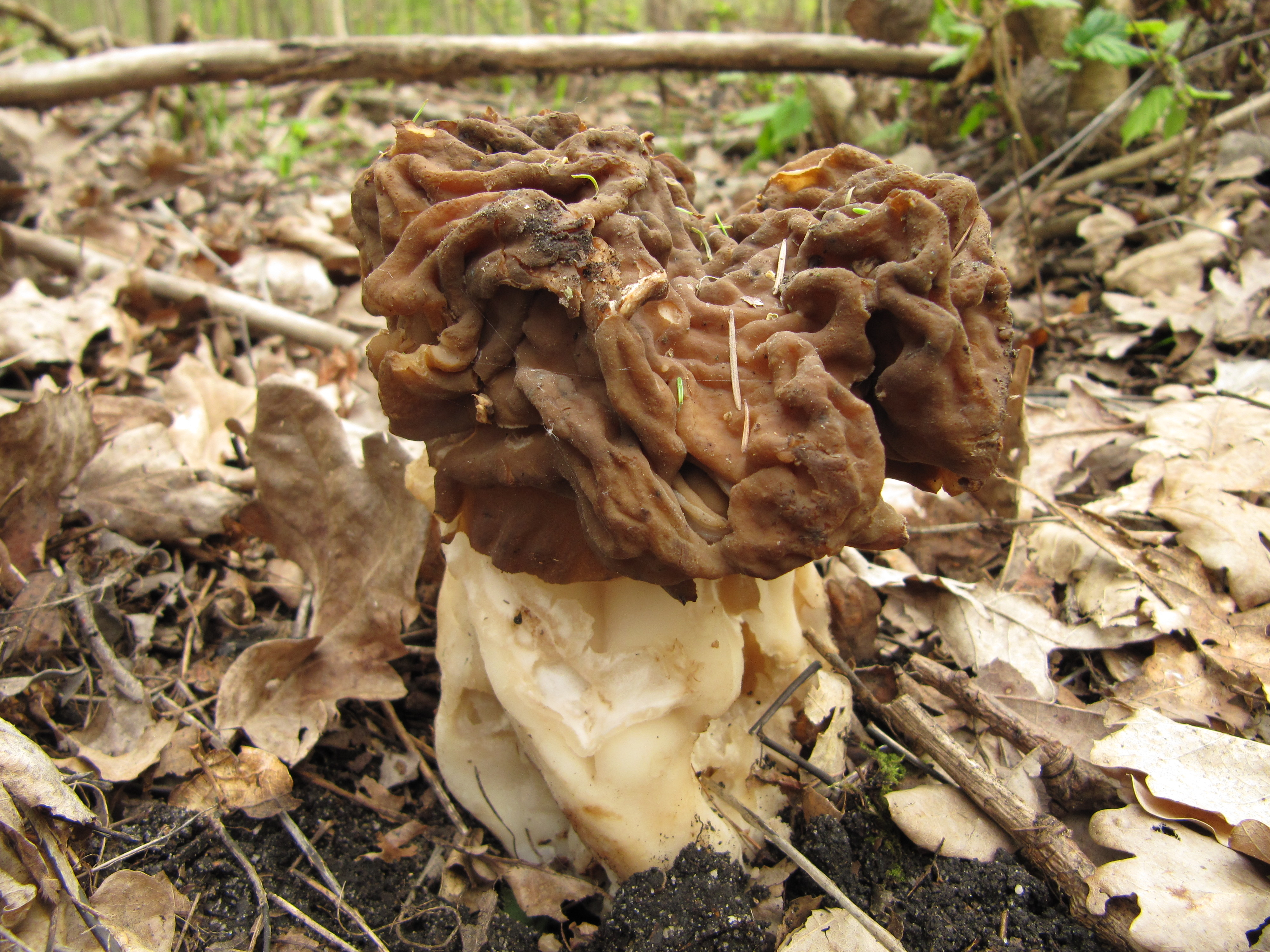
G. gigas mai bătrână
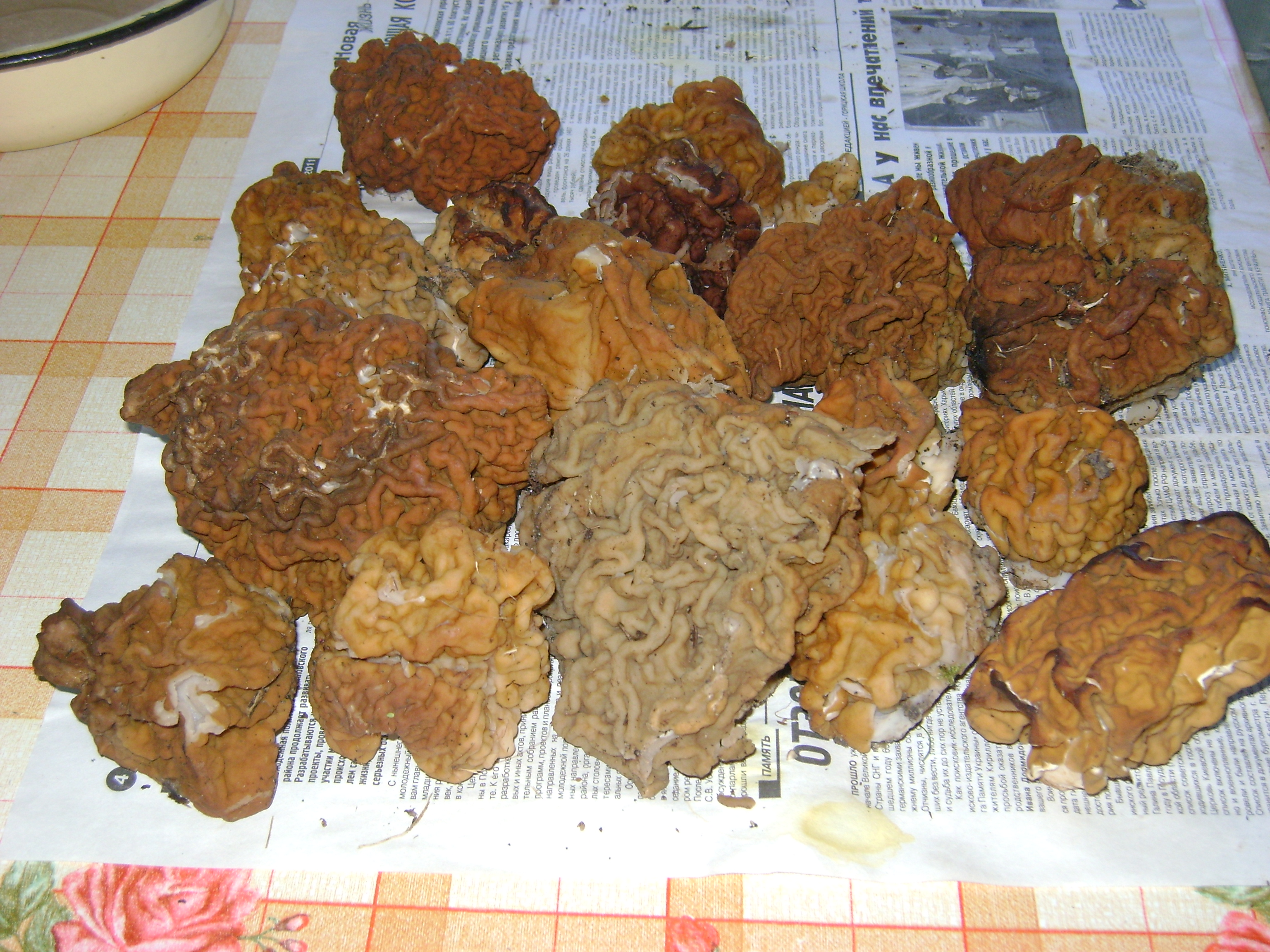
G. gigas, culori posibile
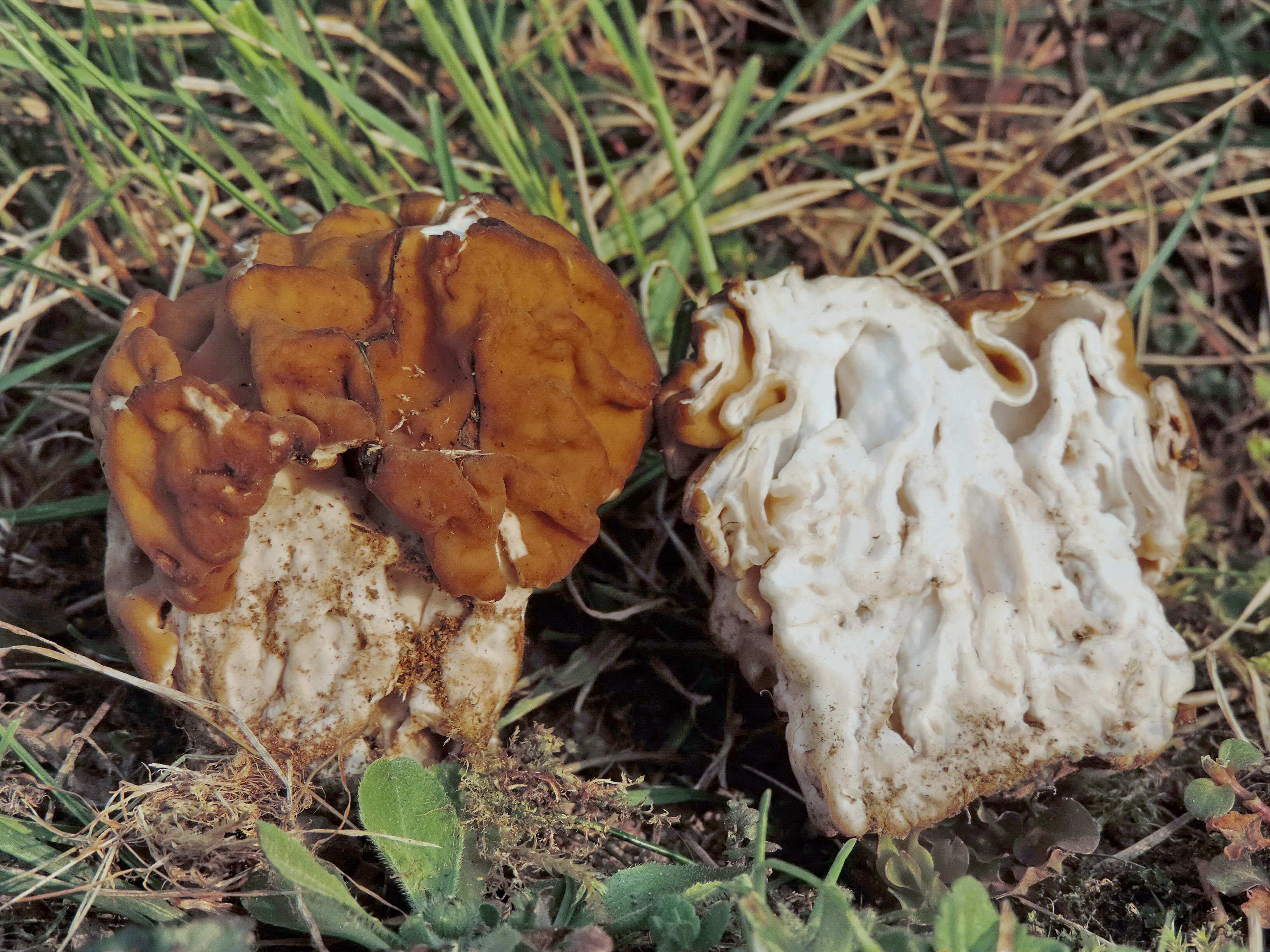
G. gigas, secțiune longitudinală

## Confuzii
Zbârciogul uriaș poate fi confundat cu alte surate ale lui,  de exemplu cu Gyromitra ambigua (restrâns comestibilă), Gyromitra brunnea, (restrâns comestibilă) Gyromitra fastigiata (restrâns comestibilă)  sau Gyromitra infula (comestibilă),, în special însă, primar în tinerețe, cu posibil letala Gyromitra esculenta (zbârciogul gras) care este mai mică, având o pălărie de culoare mai închisă.
Mai departe, acest zbârciog se poate confunda cu câteva soiuri de genul Morchella, cu toate comestibile, cum ar fi Morchella elata, Morchella punctipes Morchella semilibra sin. Morchella gigas, Morchella steppicola sau Mitrophora hybrida.

## Specii asemănătoare

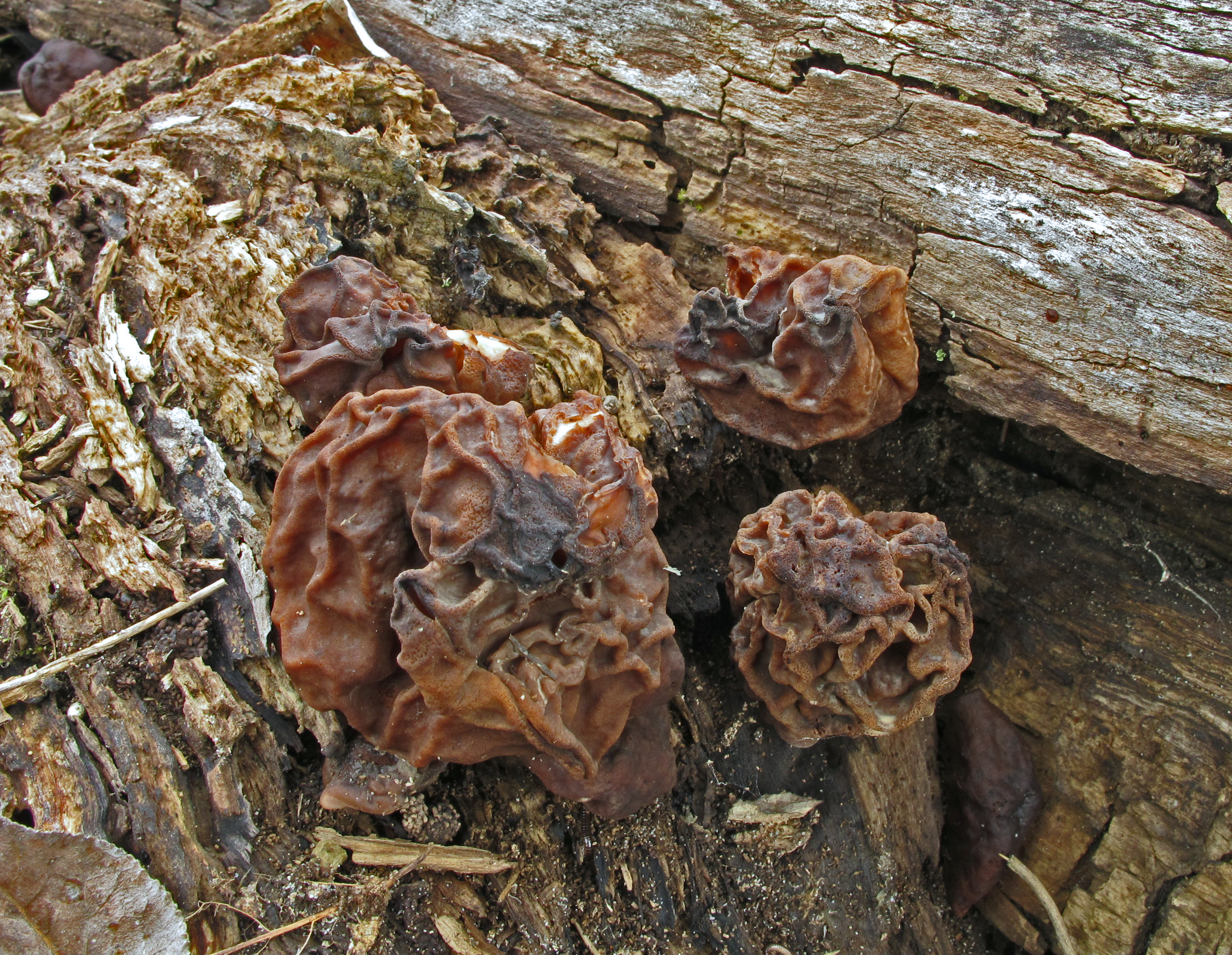
Gyromitra ambigua
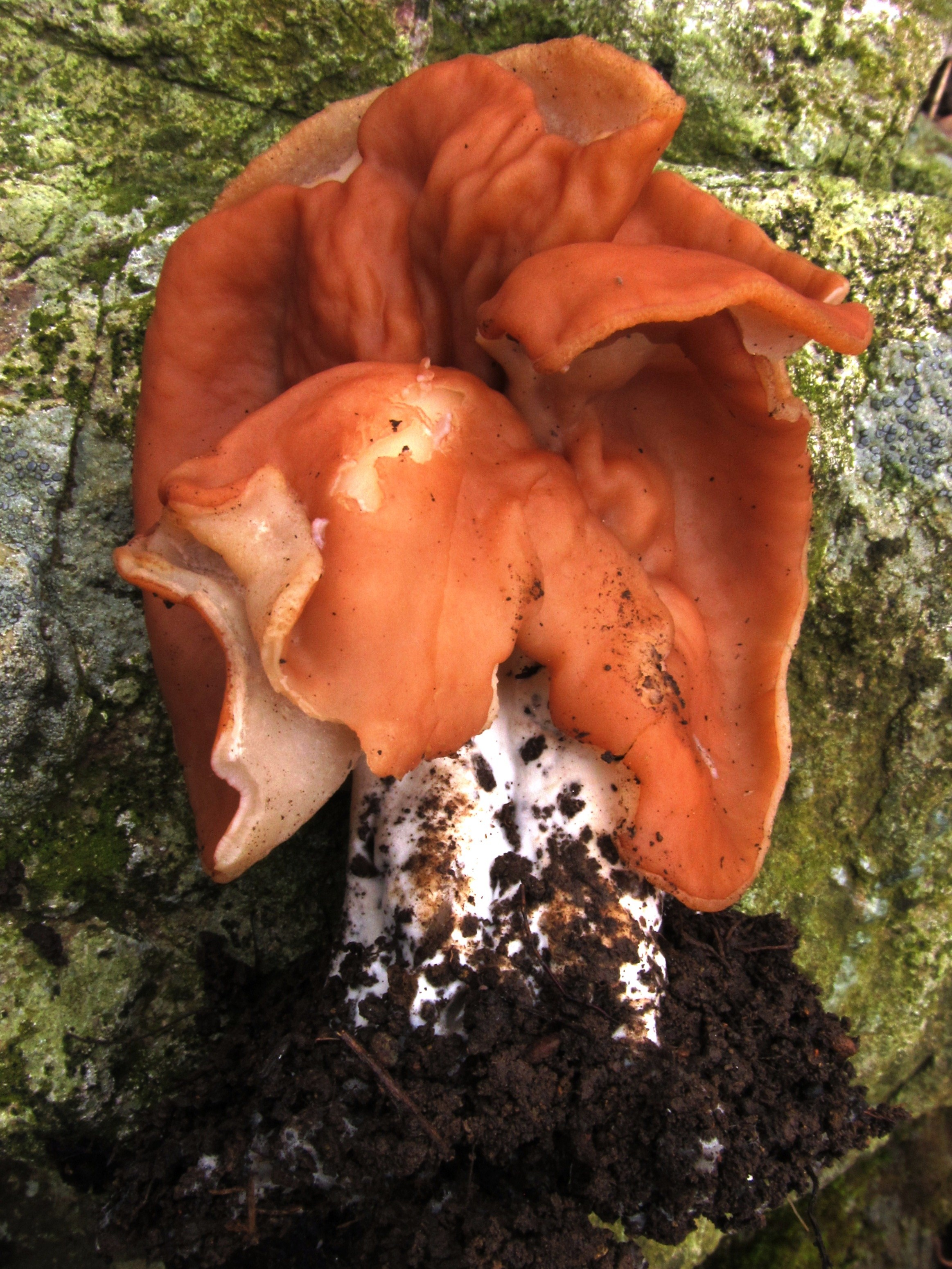
Gyromitra brunnea
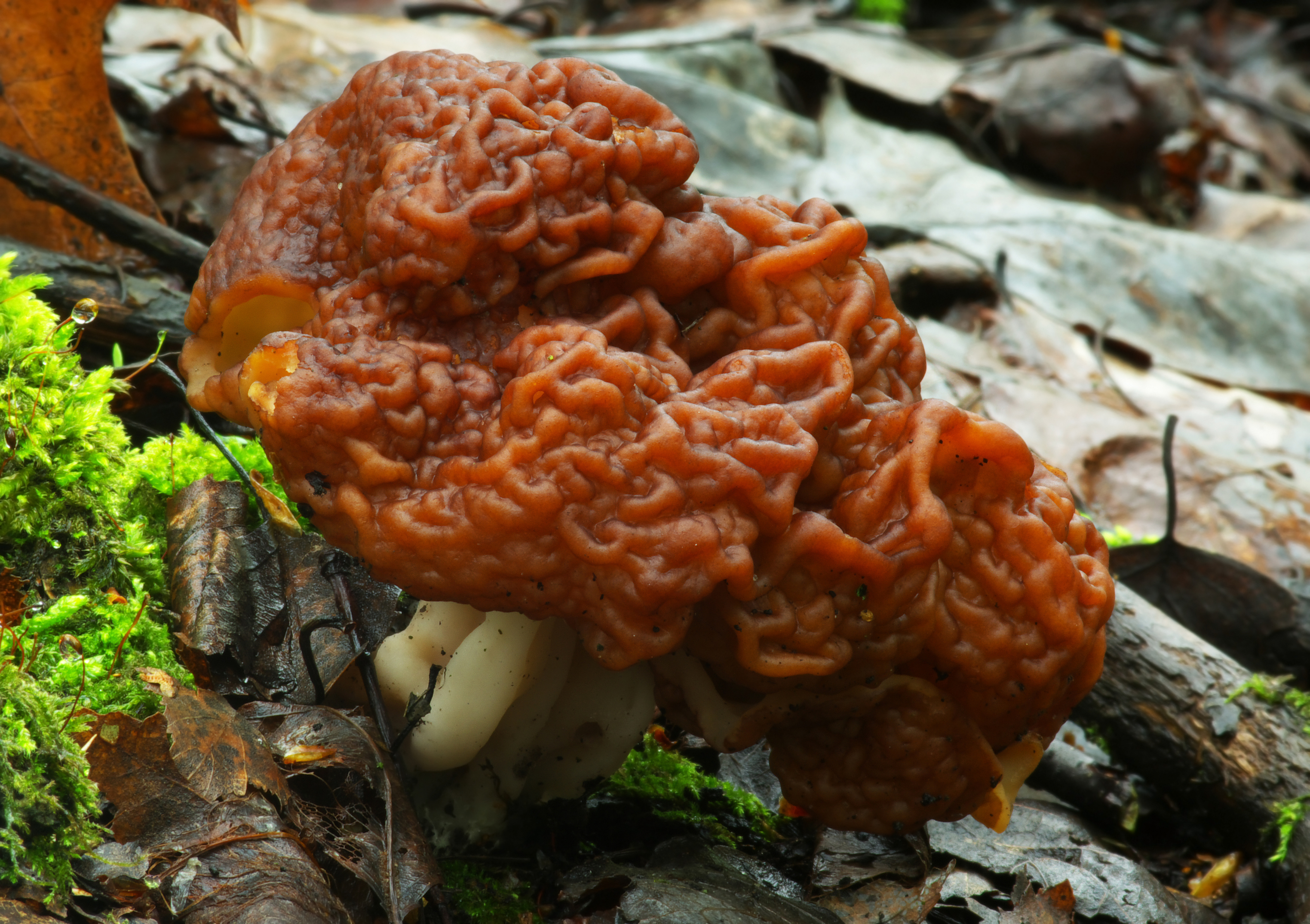
Gyromitra esculenta
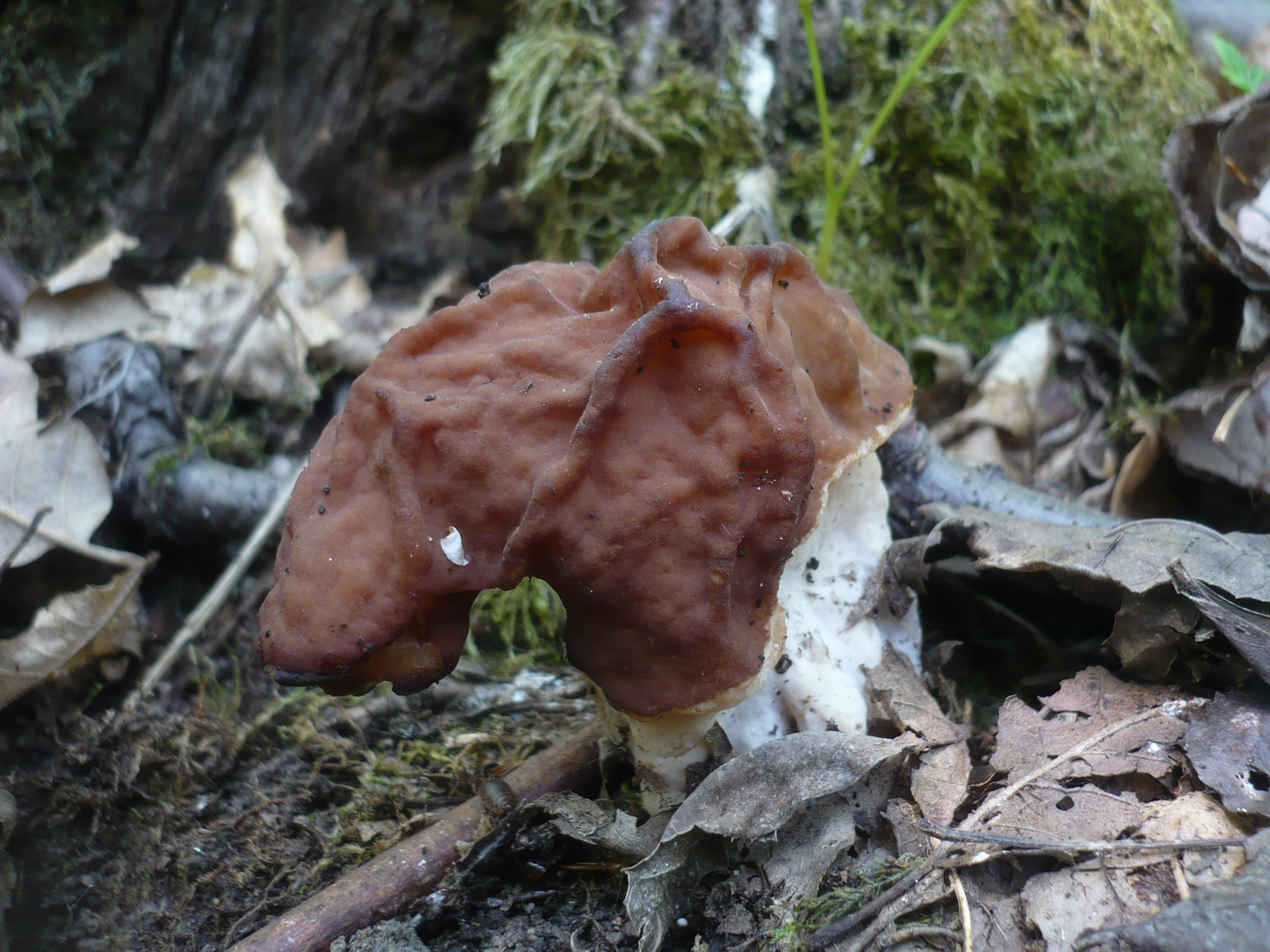
Gyromitra fastigiata
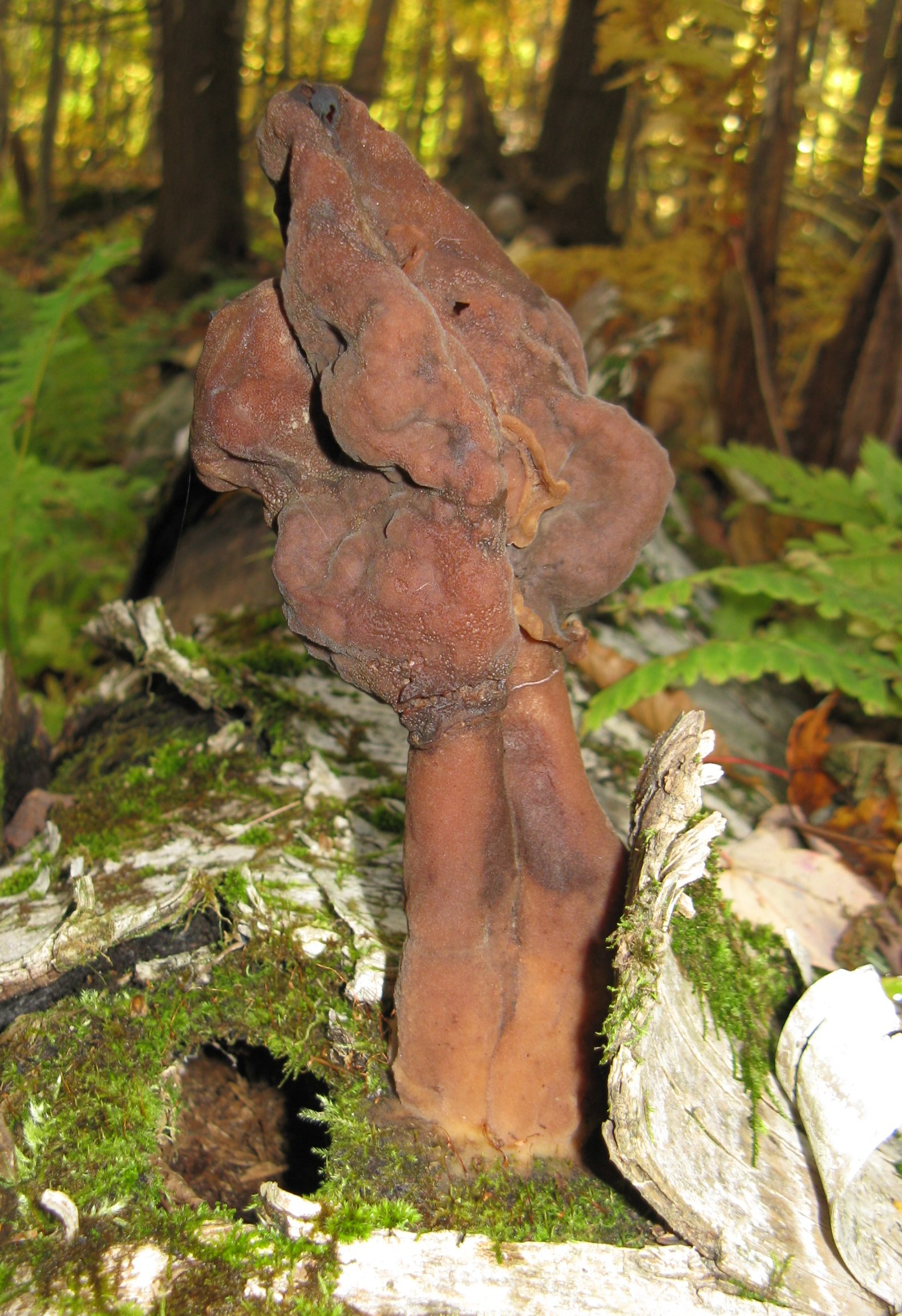
Gyromitra infula
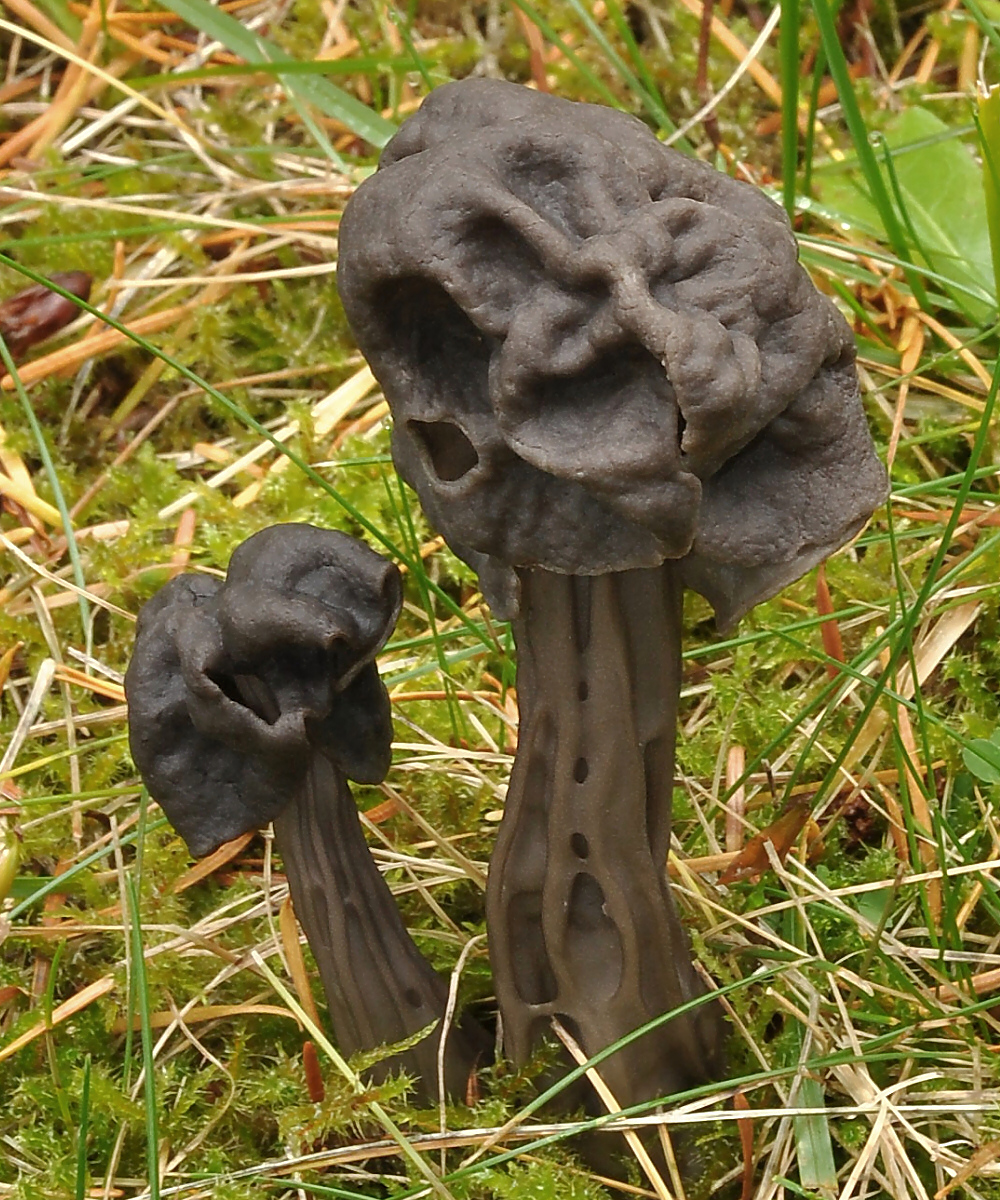
Helvella lacunosa
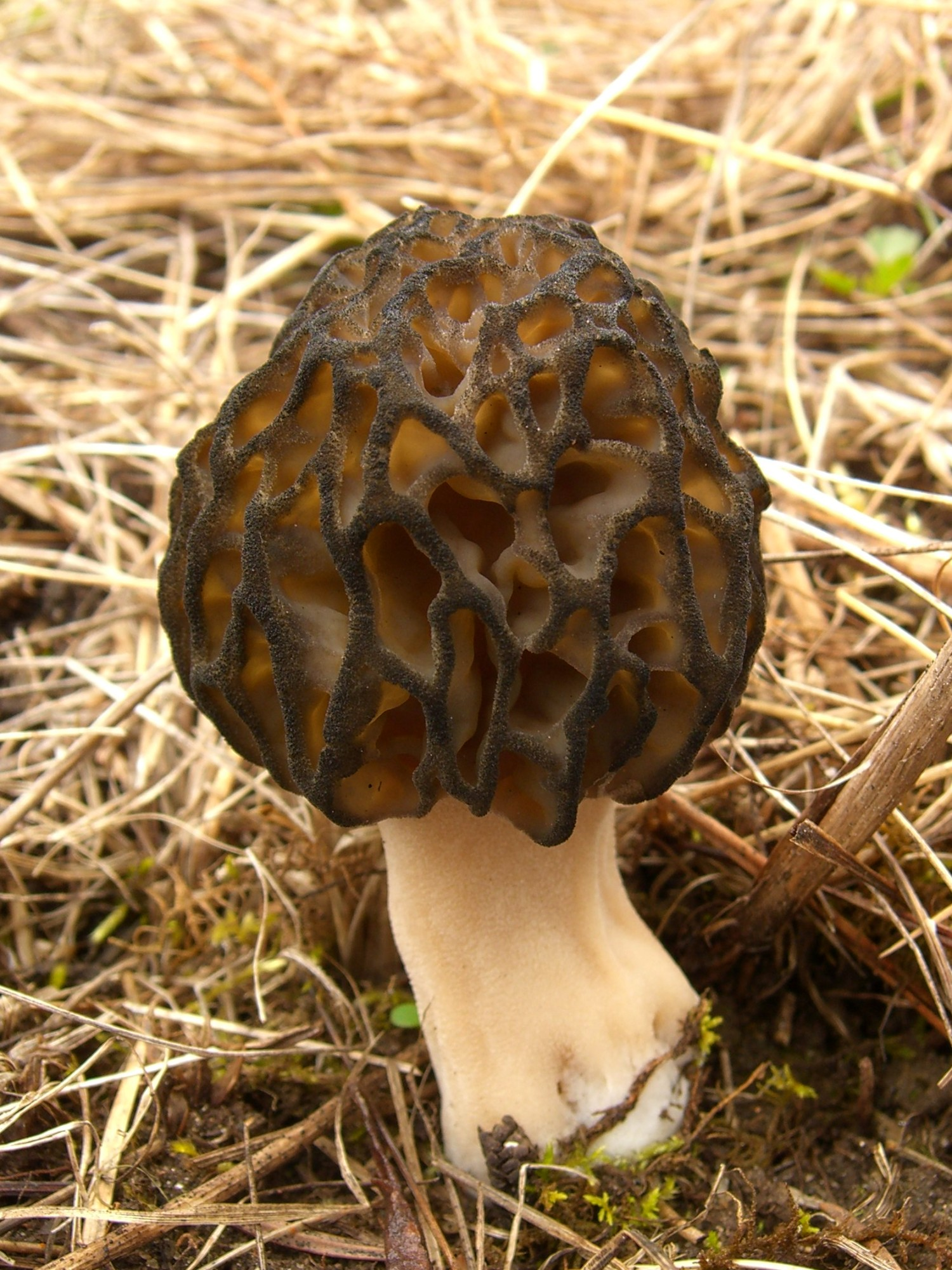
Morchella elata
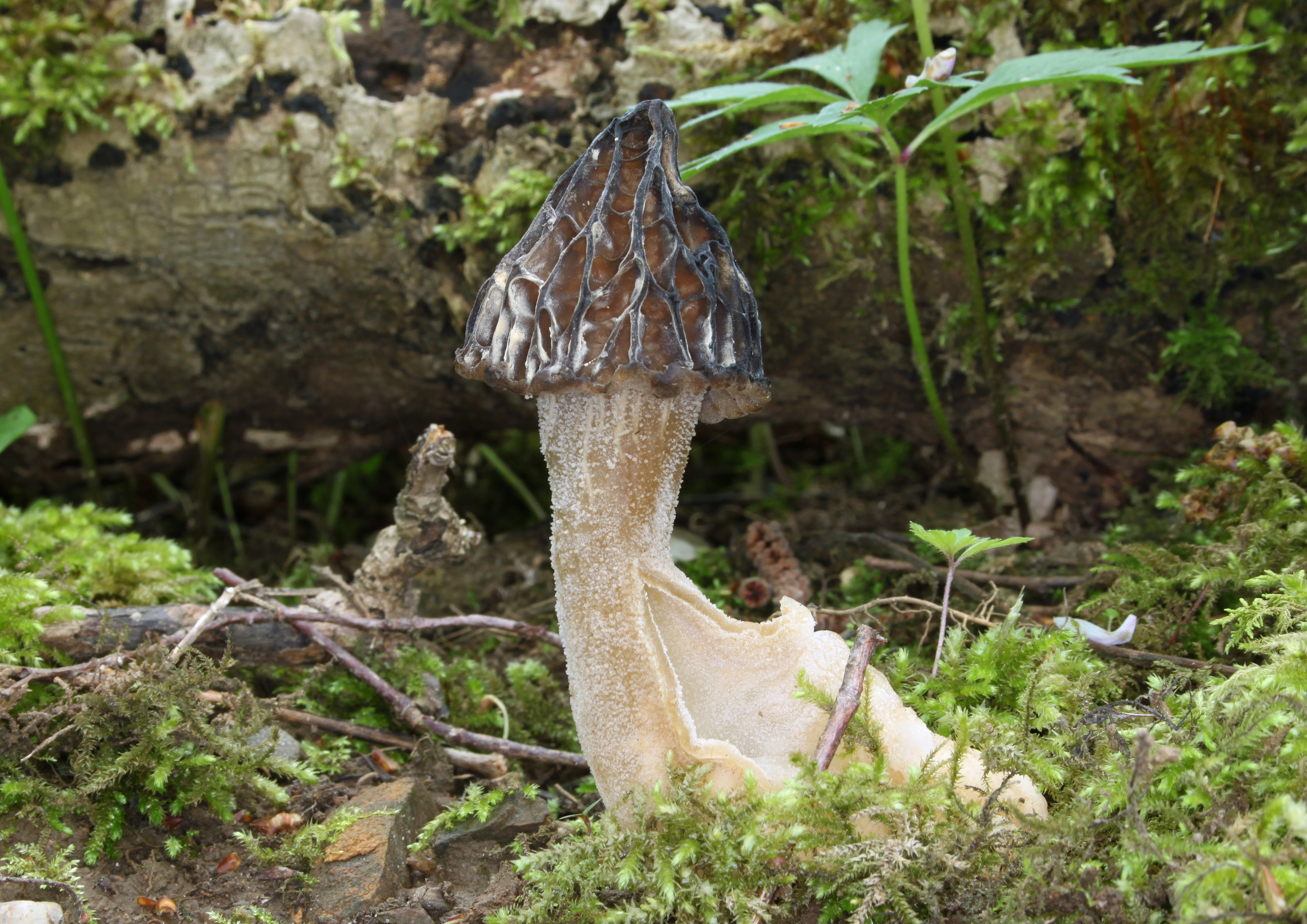
Morchella gigas
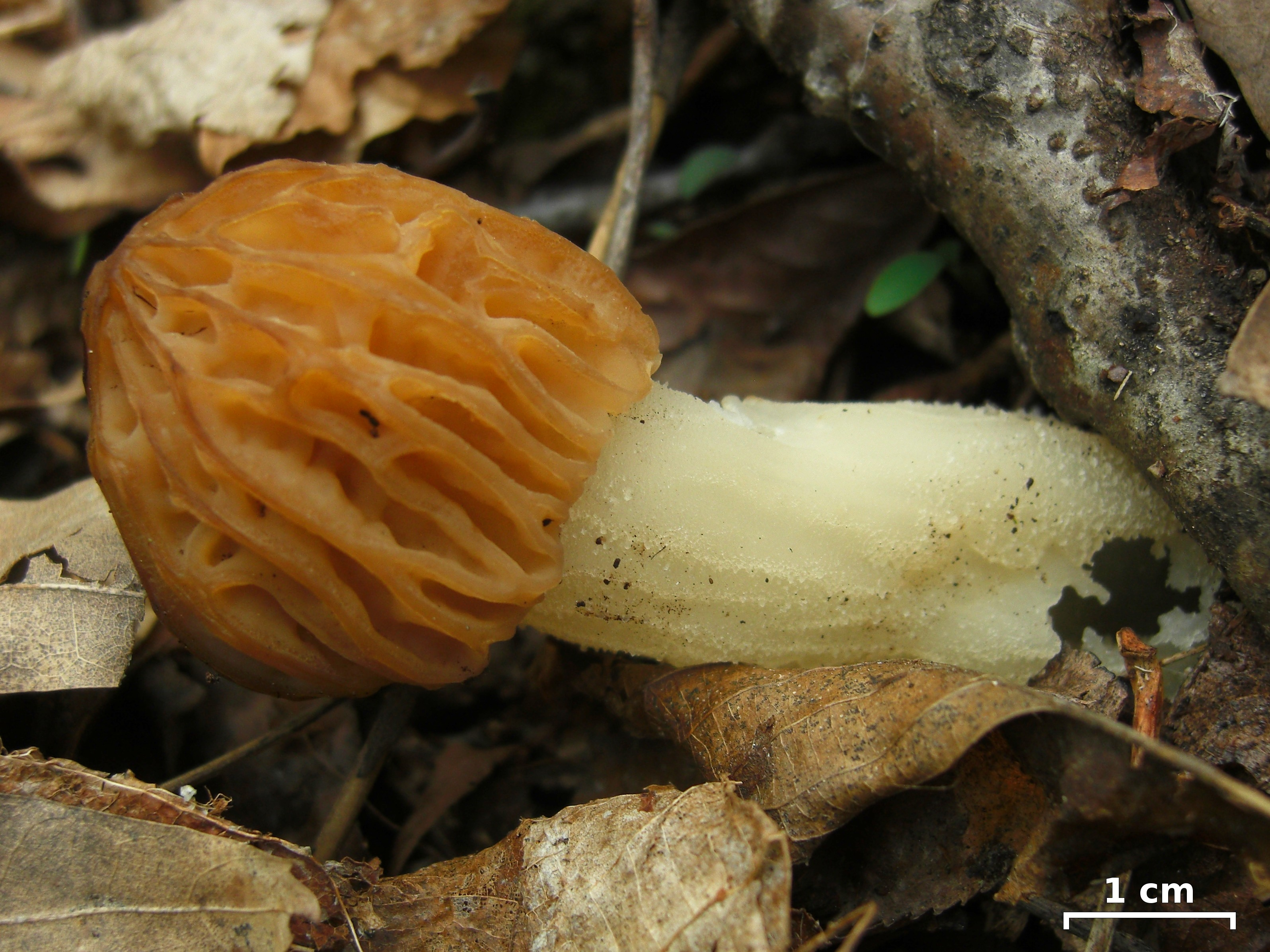
Morchella punctipes
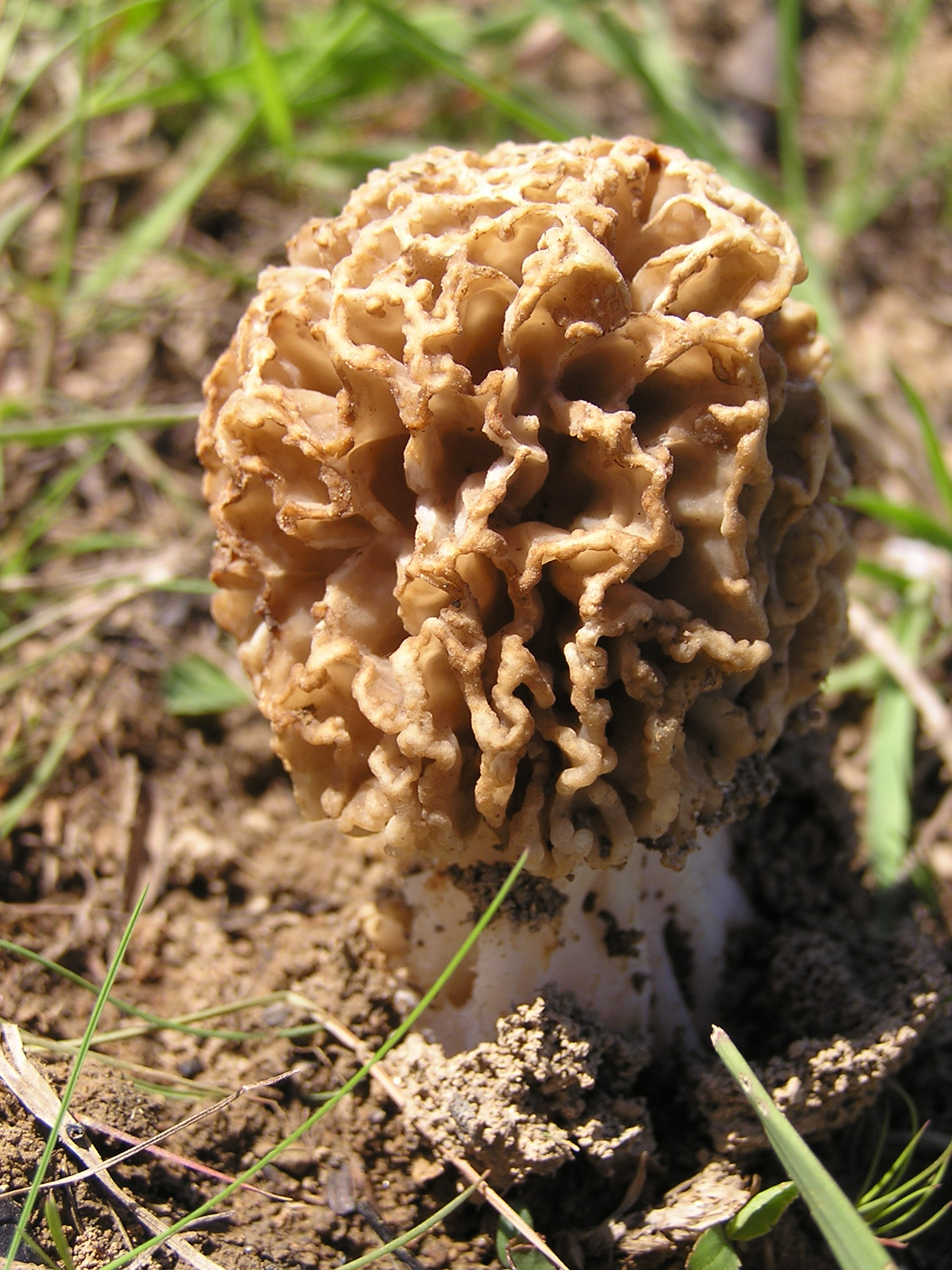
Morchella steppicola

## Valorificare

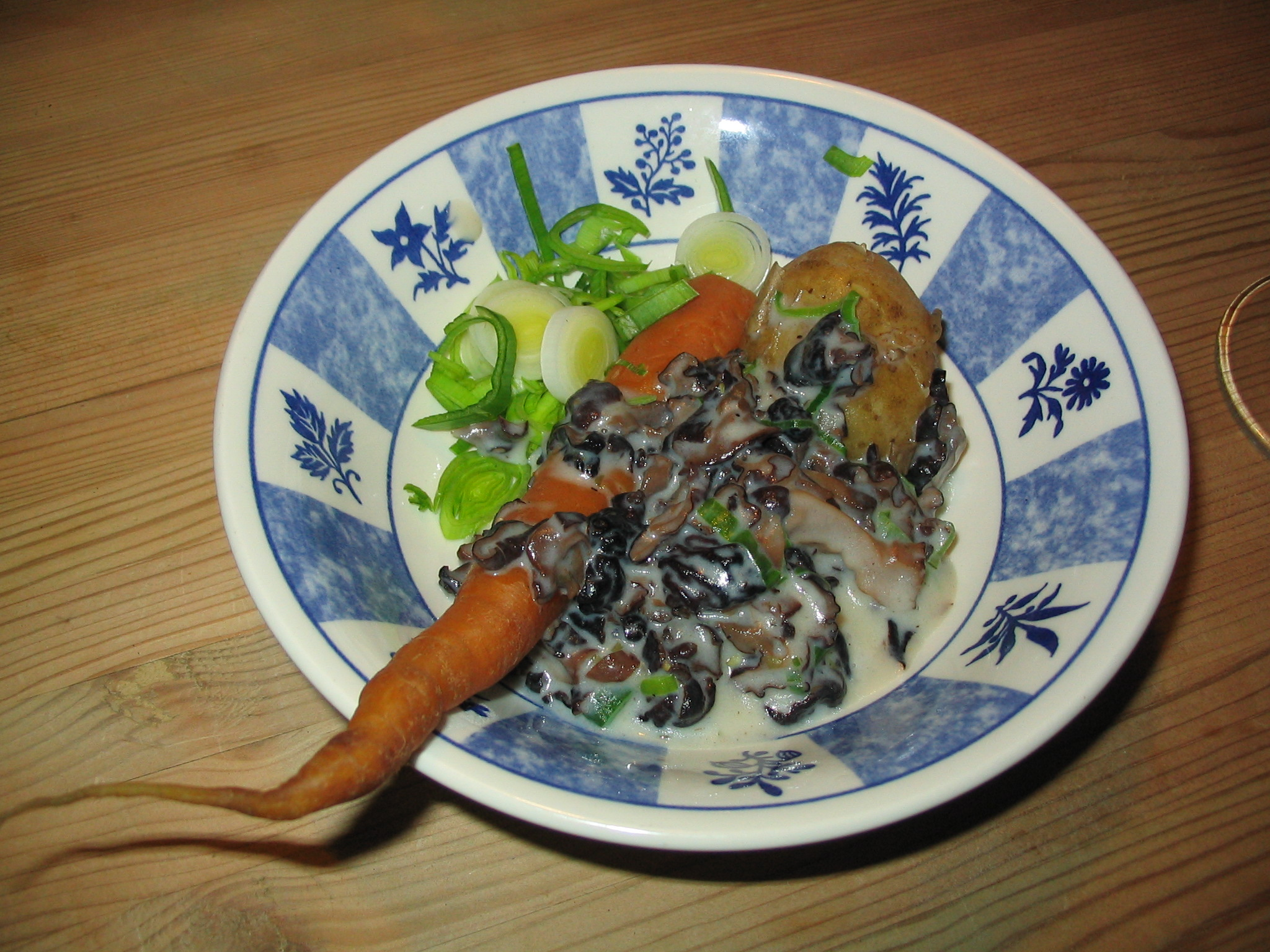
Mâncare de zbârciogi falși cu legume

Clar trebuie să fie, că consumul crud al speciei Gyromitra (dar și Morchella) provoacă otrăviri foarte serioase.
Comestibilitatea ciupercii este discutată controversat, în ultimul timp cu tendința de a declara-o toxică, de verificat de exemplu în articolul medicului moldovean Gheorghe Ciobanu. Dar conținutul de giromitrină în Gyromitra gigas nu este clarificat. Astfel toxicologul Peter D. Bryson a dovedit giromitrina și derivatul ei mono-metil-hidrazina, otrăvitoare pentru om, în alte specii Gyromitra, ca de exemplu G. ambigua, G. brunnea și G. fastigiata, dar nu în zbârciogul uriaș. Intoxicații cu această ciupercă nu sunt relatate, respectiv, sunt probabil confuzii cu zbârciogul gras. Micologii italieni Giacomo Bresadola și Bruno Cetto o văd comestibilă, iar cunoscutul micolog ceh Albert Pilát (1903-1974) menționează că Gyromitra gigas, care se găsește destul de des - mai ales în Boemia de Mijloc - este în general colectată și consumată mult, fără de ar fi fost cunoscut un singur caz de intoxicație cu acest tip. Tot comestibilă este declarată în articolul jurnalului „Semena” din Republica Moldova.
„Pilzforum 2000” argumentează, că conținutul de toxină în acest burete ar fi mic și se pare că există diferențe regionale enorme în nivelurile de toxine. De aceiași părere este și micologul Tom Volk care le declară sigure, dar menționează posibila diferență în valoarea lor de conținut toxic.
Albert Pilát afirmă în articolul lui mai departe, că ciuperci proaspete, fierte (vărsați apa, pentru că conține toxine) sau uscate bine sunt inofensive, dar devenind bătrâne sau stricate ele produc toxine prin influența de bacterii de putregai asupra proteinelor. Mai departe scrie despre părerea unor micologi și medici care atribuie incidențele de otrăvire unei idiosincrasii, adică sensibilitatea crescută la persoane împotriva anumitor substanțe.
Zbârciogii uriași au o aromă prea puternică pentru a se delecta de ei în cantități mari, atunci când sunt bine opăriți și prăjiți sau fierți cu ouă, dar dezvoltă un gust minunat în supe cremoase, ca adăugare la Boeuf Stroganov, sau sotați cu usturoi și verdețuri precum servite cu fripturi.
În orișice caz respectați:
- Folosiți numai ciuperci identificate sigur.
- Folosiți numai ciuperci tinere și proaspete.
- Informați-vă despre inofensivitatea acestui soi în regiunea de colectare.
- Opăriți mereu ciupercile înainte de a le prăjii sau fierbe bine.
- Dacă le fierbeți, vărsați prima apă de fiert, pentru că conține toxine. Bine prăjite pierd otrava.[25]
- Ciuperci uscate peste timp mai lung pierd conținutul lor toxic.

## Bibiliografie
- Marcel Bon: “Pareys Buch der Pilze”, Editura Kosmos, Halberstadt 2012, ISBN 978-3-440-13447-4
- Bruno Cetto, vol. 1-2, 4, (vezi sus)
- Rose Marie și Sabine Maria Dähncke: „700 Pilze in Farbfotos”, Editura AT Verlag, Aarau - Stuttgart 1979 și 1980, ISBN 3-85502-0450
- Jean-Louis Lamaison & Jean-Marie Polese: „Der große Pilzatlas“, Editura Tandem Verlag GmbH, Potsdam 2012, ISBN 978-3-8427-0483-1
- Hans E. Laux: „Der große Pilzführer, Editura Kosmos, Halberstadt 2001, p. 180-181, ISBN 978-3-440-14530-2
- Meinhard Michael Moser: „Kleine Kryptogamenflora der Pilze - Partea a.: „ Höhere Phycomyceten und Ascomyceten”. Partea b: „Kleine Kryptogamenflora de Helmut Gams” Editura G. Fischer, Jena 1950